# 迈克·休斯
迈克·休斯（英語：Mike Hughes，1959年8月7日—），加拿大前男子赛艇运动员。他曾代表加拿大参加1984年夏季奥林匹克运动会赛艇比赛，获得男子四人双桨铜牌。